# ナチス・ドイツの国旗
ナチス・ドイツの国旗は、1935年から1945年までは、赤地に白い円を描き、その中に鍵十字(ハーケンクロイツ)を描いたものである。白い円はアーリア人を表し、その中のハーケンクロイツ（スワスチカ）は、幸運の印であるとしている。ナチスの党旗とデザインや配色は同じであるが、たなびいた時の見え方に配慮してハーケンクロイツがやや旗竿側に寄っている。また旗の裏側では、旗竿側にハーケンクロイツが来るように表側とは左右が反対になっているが、両方ともハーケンクロイツは右回転になるよう、表と裏ではデザインが異なっている。

## 沿革

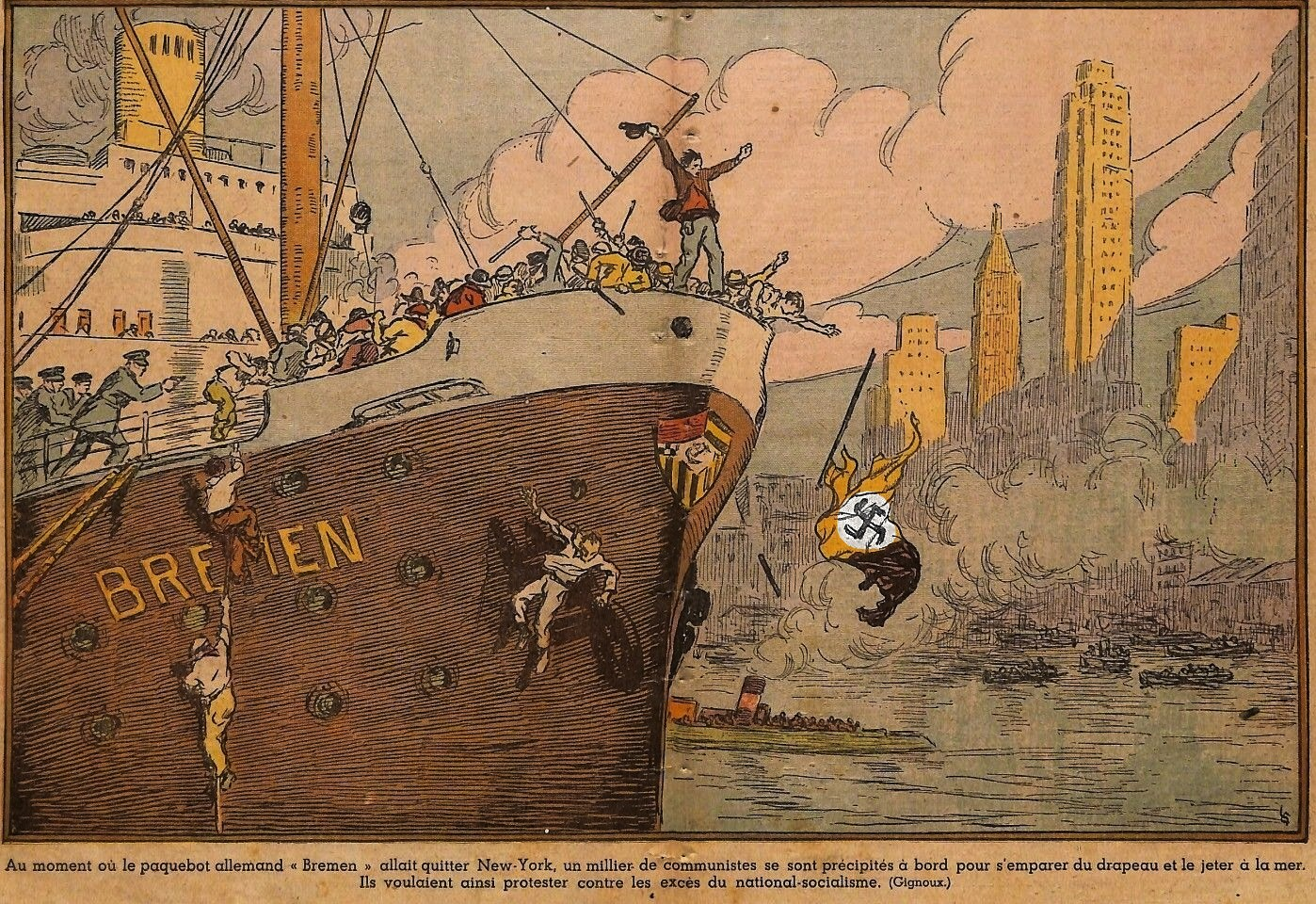
1935年7月26日にアメリカのニューヨーク港に停泊中のブレーメンを襲撃する反ナチスのデモ参加者を描いたイラスト

別タイプ。縦横比2:3の旗。

ドイツ国の国旗（1933年 - 1935年）。配色は帝政時代と同じだが、縦横比は3:5に変更された。

ナチスの党旗

陸軍のヘルメット用のデカール。右の国家色は三色旗と同じ配色である。

国旗の裏側

1920年、アドルフ・ヒトラーは国家社会主義ドイツ労働者党（ナチス）のシンボルを党員に公募し、最終的にハーケンクロイツを採用して党旗や党章に取り入れた。党旗のデザインにあたって無数の案を却下したヒトラーは、『我が闘争』（1925年）で最終的なデザインの決定を次のように述べている。
赤・白・黒は帝政期のドイツ国旗の色でもあるが、ヒトラーは『我が闘争』の中で、「私は常に古い国旗の色を残すことに賛成だった」、なぜなら一兵士としてこの国旗の色を「最も神聖な財産」として見ていたからであり、個人的にも趣味に合ったからだ、と述べている。ヒトラーはこの三色に、「赤は党の運動の基調にある社会的な理念を、白は民族の理念を」、黒いスワスティカは「アーリア人種」と、「本来的に、そしてこれからも常に反ユダヤ的である、創作作品の理想」の象徴だという新しい定義付けを行っている。
1933年にナチスが政権を握ると、大統領布告で正式な国旗を制定するまでの暫定的な措置として、ドイツ帝国時代と同じ配色の三色旗（黒白赤（シュヴァルツ＝ヴァイス＝ロート））を国旗とし、ナチ党旗であるハーケンクロイツ旗と共に掲揚することを義務づけられた。同時に、ヴァイマル共和政時代の黒赤金の三色旗は廃止された。
1935年7月26日にアメリカ合衆国のニューヨーク港に寄港していたドイツ客船「ブレーメン」に掲げられていたハーケンクロイツ旗が、船に乗り込んできた反ファシズム活動家により引きずり下ろされ、ハドソン川に捨てられる事件が起きるなど、同旗のみを狙って棄損する抗議活動が頻発した。ブレーメン号の事件に対してドイツ大使が抗議しても「（三色旗と違って）ハーケンクロイツ旗は正式なドイツ国旗ではないので、国旗の名誉が汚されたとはいえない」とアメリカ合衆国政府にあしらわれたため、同年9月15日に、ニュルンベルク党大会で新たな「国旗法」の制定が発表され、ハーケンクロイツ旗のみを国旗とし、三色旗は「反動的」として掲揚が禁じられた。ヘルマン・ゲーリングはこの大会で、古い三色旗は名誉あるものだが、過ぎ去った時代の象徴であり、「反動主義者」により悪用される脅威に晒されていると述べている。ただし、「黒白赤」の配色は「国家色」として、国防軍のヘルメット用デカールなどとして、第二次世界大戦中も使われ続けた。
ハーケンクロイツ旗はナチズムやファシズムの象徴と見なされたため、大戦後のドイツおよびヨーロッパの多くの国では、公共の場における掲揚は法律で禁じられている（三色旗は禁止されていない）。